# 와카미야 겐지

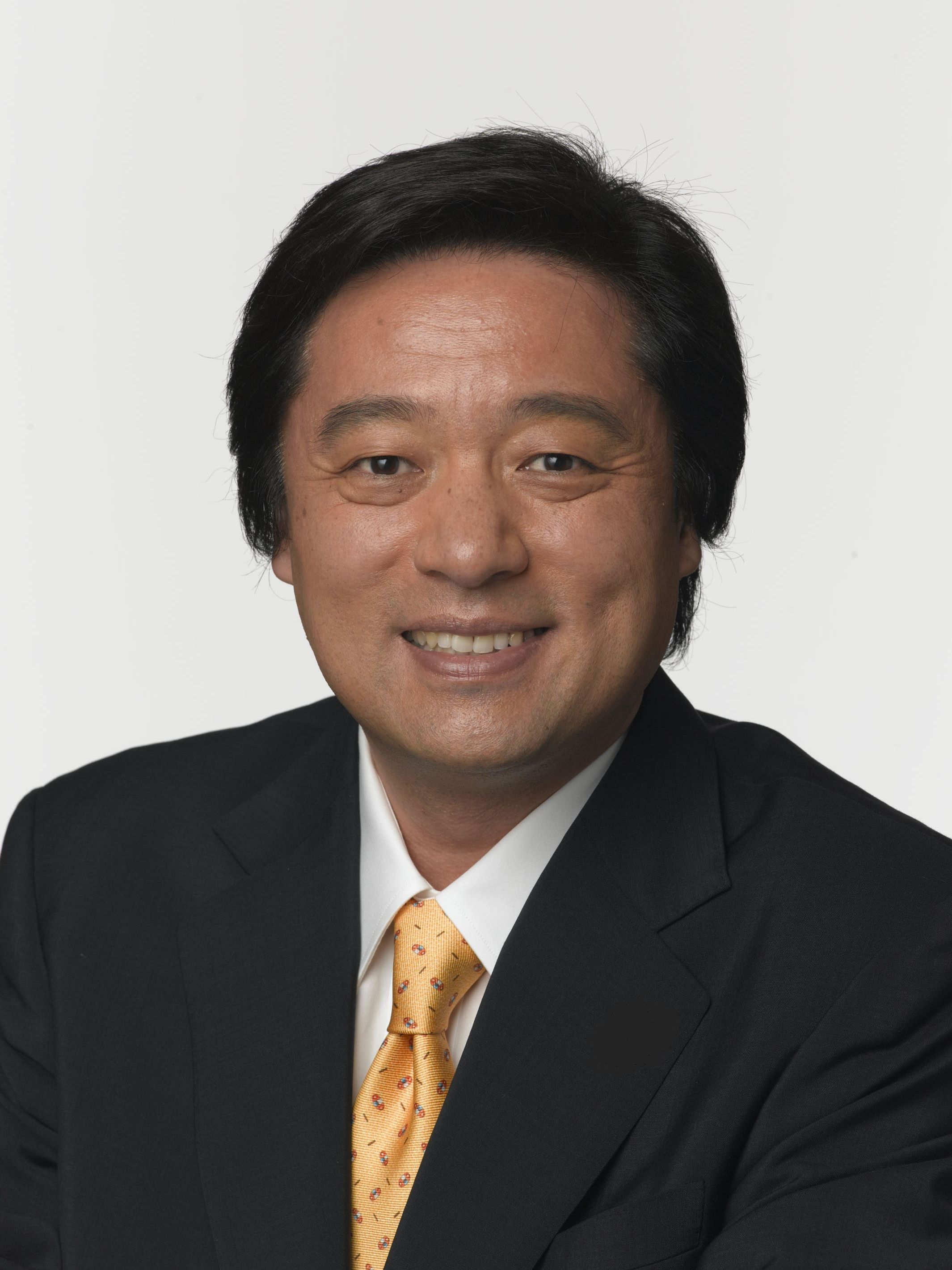

와카미야 겐지(若宮健嗣, 1961년 9월 2일 ~ 도쿄도 지요다 구)는 일본의 정치인이며 자유민주당 소속의 중의원 (4선)이다. 지역구는 도쿄도 제5구이다.